# Fiebrigella fycoperda
Fiebrigella fycoperda är en tvåvingeart som först beskrevs av Becker 1910.  Fiebrigella fycoperda ingår i släktet Fiebrigella och familjen fritflugor. Inga underarter finns listade i Catalogue of Life.